# 远东共和国
远东共和国（俄语：Дальневосточная Республика，羅馬化：Dalnevostochnaya Respublika）是蘇俄政府在俄国远东和西伯利亚贝加尔湖以东地区建立的一个共和国。于1920年4月6日成立，名义上是独立国家，但实际受苏俄控制，主要作用是在苏俄和被日本干涉西伯利亚行動中占领的海参崴等地之间建立一个缓冲地带。1922年11月15日，日本从海参崴撤退后，远东共和国與蘇俄重新合併。其轄區大致为今俄罗斯联邦的外贝加尔边疆区、阿穆尔州、布里亚特共和国、哈巴罗夫斯克边疆区和滨海边疆区。在1920年10月之前其首都為上乌金斯克（即今乌兰乌德），之后迁至赤塔。

## 历史
1920年初，滨海州临时政府在符拉迪沃斯托克成立。1920年1月，发生了庙街事件，导致日俄矛盾升级，日本与苏俄（及远东共和国人民革命军）开始了长达半年的战争。1920年4月6日，在外贝加尔地区的上乌金斯克（今乌兰乌德）举行了劳动者代表大会，正式宣告远东共和国成立。和布列斯特和约一样，远东共和国也是新生的苏维埃俄国在面对外部压力的权宜之策。
在乌克兰切尔诺贝利出生的犹太裔孟什维克党人、被沙俄政府追缉而流亡美国的亞歷山大·米哈伊洛維奇·克拉斯諾曉科夫在十月革命后越过太平洋返回苏俄参加革命加入了布尔什维克，被俄共中央和列宁任命为远东共和国总理兼外交部长，成为了实际领导人。1920年7月，远东共和国政府代表与日本驻海参崴干涉军代表签订了停火协定并达成协议。日本要求苏俄不得派兵进入远东共和国这一缓冲区，并保证日本人在该地区的安全。远东共和国人民革命军集中精力消灭阿穆尔河北岸的白军。随着白俄的失败和日军的收缩，远东共和国逐渐收回失地，1920年10月迁都赤塔。
日本想要把远东地区作为其殖民地的意图并不符合美国的利益。1921年美国代表休斯在华盛顿会议谴责了日本拒不从海参崴撤兵、占领北库页岛是非法行动，声称决不能承认日本侵占俄罗斯的领土主权。1921年，日本国内罢工此起彼伏，而要求从西伯利亚撤兵则是工人运动的最主要政治口号。干涉俄国内战的日军基层士兵也不断受到布尔什维克游击队影响日益赤化。为了限制苏俄革命对朝鲜半岛、南满洲铁路附属地及日本本土的宣传影响，也迫于国内外的压力。1921年4月27日，制宪会议起草并批准了一部与美国宪法非常相似的新宪法。1921年下半年至1922年初，日本与远东共和国在哈尔滨和大连展开谈判。1922年10月25日，日军撤离海参崴回国，结束了对苏俄内战的军事干涉。1922年11月15日，远东共和国作为缓冲国的历史使命终结，全俄中央执行委员会同意的远东共和国的申请，并入苏俄。远东共和国人民革命军改称苏联工农红军第5集团军。

## 歷任總統
1. 亞歷山大·米哈伊洛維奇·克拉斯諾曉科夫，1920年4月6日—1921年12月
2. 尼古拉·米哈伊洛維奇·馬特維耶夫，1921年12月—1922年11月15日

## 歷任部长会议主席（总理）
1. 亞歷山大·米哈伊洛維奇·克拉斯諾曉科夫，1920年4月6日—1920年11月
2. 鮑里斯·扎哈羅維奇·舒米亞茨基 ，1920年11月—1921年4月
3. 彼得·米哈伊洛維奇·尼基福洛夫，1921年5月8日—1921年12月
4. 尼古拉·米哈伊洛維奇·馬特維耶夫，1921年12月—1922年11月14日
5. 彼得·克波耶夫（英语：Pyotr Kobozev），1922年11月14日—1922年11月15日

## 延伸閱讀
- A Short Outline of the History of the Far Eastern Republic. Washington, DC: Special Delegation of the Far Eastern Republic to the United States of America, 1922.
- N.G.O. Pereira, White Siberia: The Politics of Civil War. Montreal: McGill-Queen's University Press, 1996.
- Canfield F. Smith, Vladivostok Under Red and White Rule: Revolution and Counterrevolution in the Russian Far East, 1920-1922. Seattle: University of Washington Press, 1975.
- John Albert White, The Siberian Intervention. Princeton, NJ: Princeton University Press, 1950.

## 外部連結
- A short outline of the history of the Far Eastern Republic (PDF)